# Franz Nopcsa
Franz Nopcsa, barone di Felsö-Szilvás (báró felsőszilvási Nopcsa Ferenc) (Săcel (Déva), 3 maggio 1877 – Vienna, 25 aprile 1933), è stato un paleontologo, geologo, naturalista e agente segreto ungherese con cittadinanza austro-ungarica, personaggio pittoresco e dalla vita avventurosa che utilizzò tecniche di analisi dei fossili e fece ipotesi sull'evoluzione dei dinosauri che si sono dimostrate essenziali per il progresso della paleontologia.

## Biografia

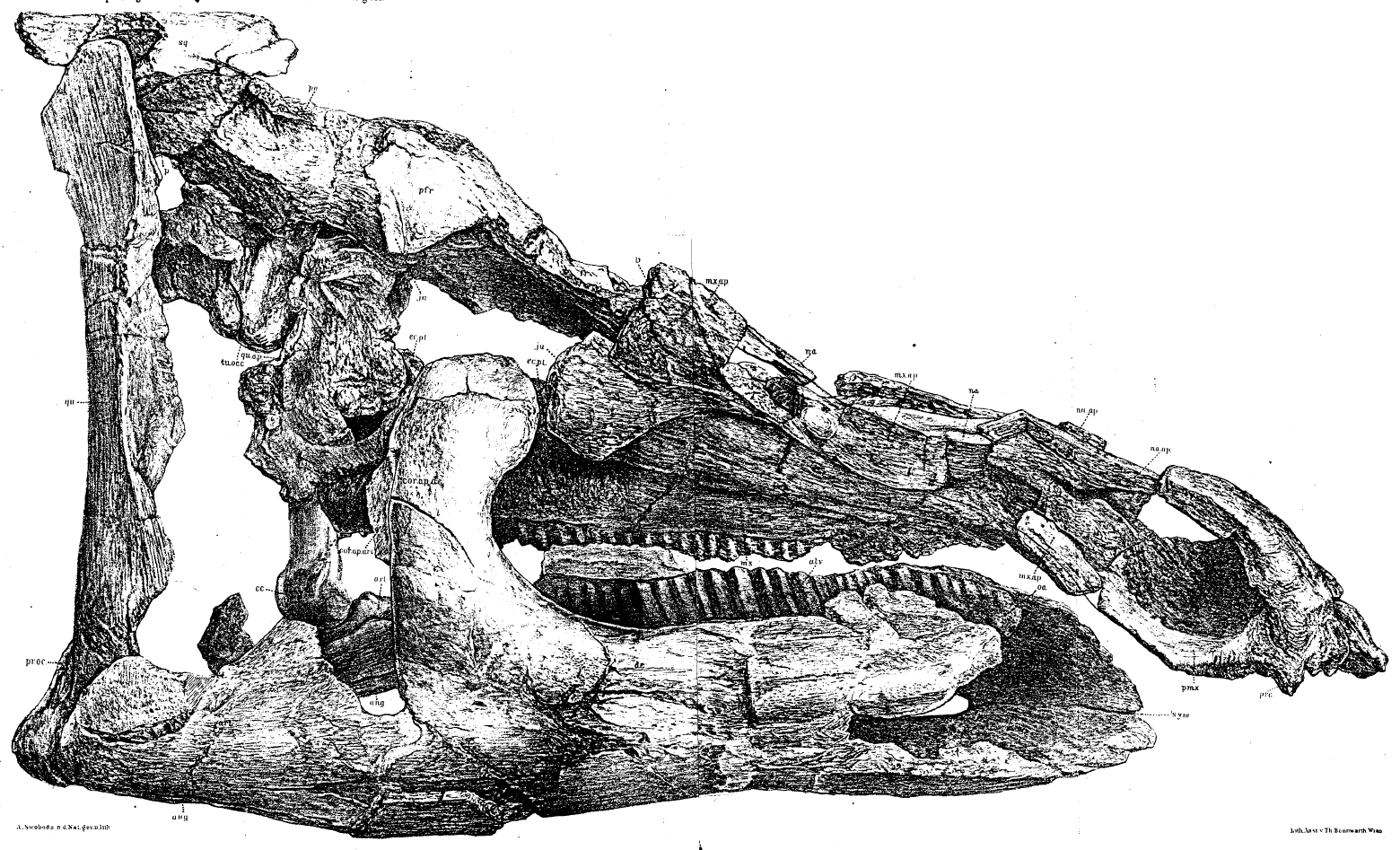
Franz Nopcsa, Cranio di Telmatosaurus transsylvanicus

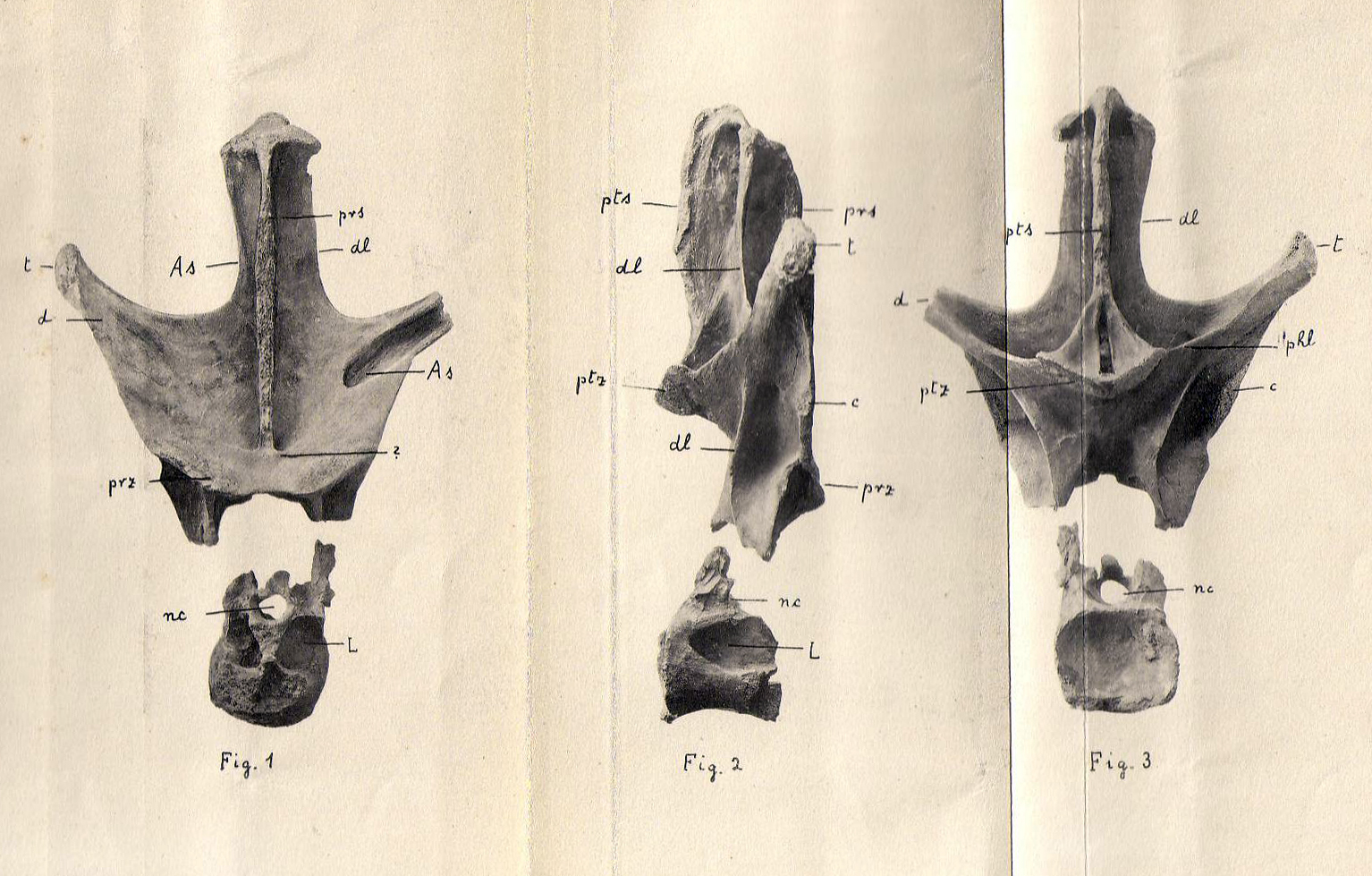
Franz Nopcsa, Vertebra di Nopcsaspondylus; il nome di questo genere di sauropodi è attribuito nel 2007 in onore di Franz Nopcsa

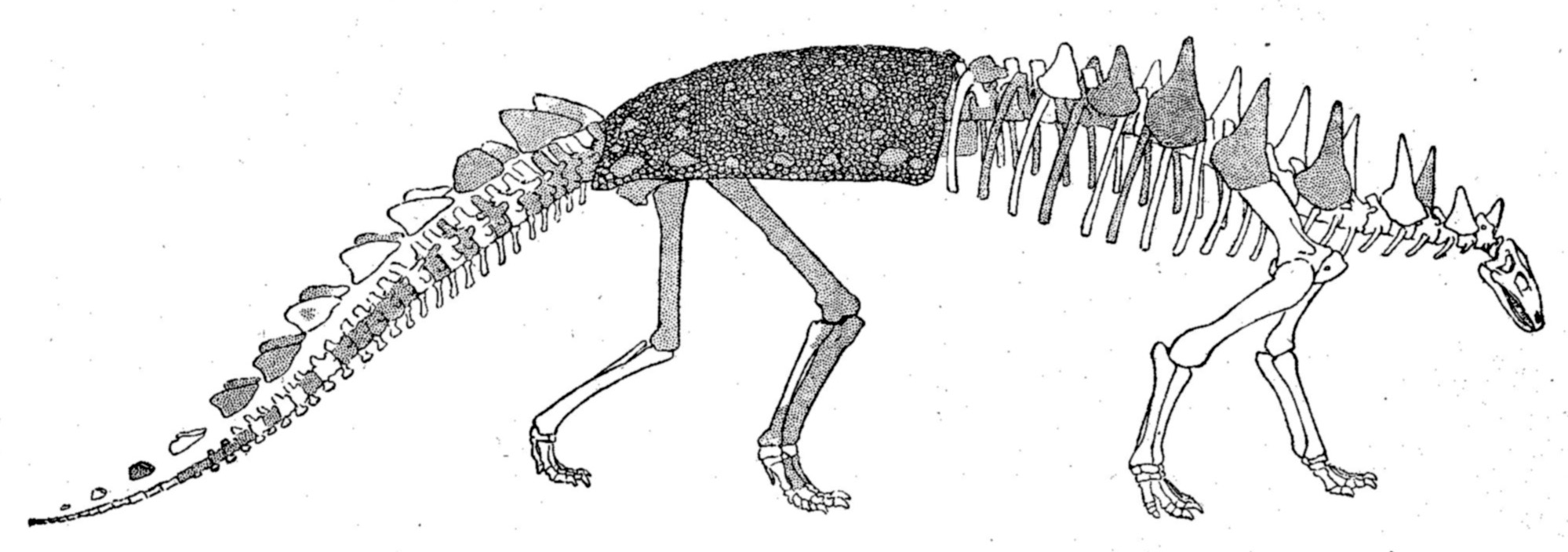
Ricostruzione dello scheletro di Polacanthus foxii eseguita da Franz Nopcsa

Franz Nopcsa (pronuncia: Nopcia) nacque in una famiglia aristocratica ungherese a Săcel (Deva) (nome in lingua ungherese: Szacsal (Déva)), località della Transilvania appartenente fino al 1918 all'Austria-Ungheria e dopo di allora alla Romania, distretto di Hunedoara. Il suo primo incontro con i fossili avvenne nel 1895 quando sua sorella Ilona scoprì per caso, nella tenuta di famiglia di Szentpéterfalva, ossa di una specie di dinosauro che Nopcsa battezzerà Limnosaurus e che ora è chiamato Telmatosaurus. Ciò portò Nopcsa a iscriversi in scienze naturali all'Università di Vienna dedicandosi alla paleontologia. Progredì rapidamente negli studi e nel 1899, all'età di 22 anni, svolse la sua prima lezione accademica e dopo di allora pubblicò in vita oltre 100 articoli scientifici sui fossili.
Oltre ai rettili del Mesozoico, gli interessi Nopcsa comprendevano quelli per l'indipendenza dell'Albania, all'epoca provincia dell'impero Ottomano chiamata Arnavutluk. Nopcsa fu uno dei pochi stranieri che si avventuravano nelle aree montuose del nord dell'Albania e imparò in breve tempo i dialetti e i costumi albanesi. Produsse numerosi lavori riguardanti la geologia e l'etnografia dell'Albania. Ebbe inoltre buoni rapporti con i leader nazionalisti della resistenza albanese contro le forze di occupazione turche, fra i quali Ismail Qemali, e organizzò il rifornimento clandestino di armi. Dopo la dichiarazione dell'indipendenza albanese (28 novembre 1912) Nopcsa fu uno degli aspiranti al trono di quel paese.
Più tardi, durante la prima guerra mondiale, Nopcsa fu agente segreto in Albania a favore dell'Austria-Ungheria. Riuscì fra l'altro a far arruolare nell'esercito austro-ungarico un gruppo di volontari albanesi. Tuttavia, con la sconfitta e dissoluzione dell'Austria-Ungheria, nel 1918 la Transilvania fu assegnata alla Romania e Nopcsa, barone di Felső-Szilvás di etnia ungherese, perse i suoi possedimenti. Si trasferì a Budapest dove divenne direttore dell'Istituto geologico ungherese, ma non poté far conto sui redditi feudali del periodo prebellico e mostrò insofferenza verso i vincoli istituzionali del suo impiego. Dopo breve tempo si dimise dall'Istituto geologico e si trasferì a Vienna con il suo segretario albanese Bayazid Elmaz Doda al quale era sentimentalmente legato. Nopcsa infatti, non aveva mai nascosto la propria omosessualità, anzi ne aveva sempre fatto sfoggio. Riprese i viaggi in motocicletta con Doda in Italia alla ricerca di fossili. Le difficoltà finanziarie lo costrinsero a vendere la sua collezione di fossili al Museo di Storia Naturale di Londra. Ridotto in miseria, si ammalò di depressione e nel 1933 si suicidò sparandosi alla testa, poco dopo aver ucciso nel sonno con un colpo di pistola il suo segretario. Lascerà scritto: "La ragione che mi ha spinto a sparare al mio vecchio amico e segretario, Bayazyd Elmas Doda, nel sonno e senza il minimo sospetto da parte sua, è che non volevo lasciarmelo alle spalle, malato, in miseria e senza un soldo. Ha già sofferto abbastanza".
Il principale contributo di Franz Nopcsa alla paleontologia fu l'aver posto le premesse per la "paleobiologia"; in un'epoca in cui i paleontologi erano interessati soprattutto al montaggio di scheletri ossei, Nopcsa cercò di inferire dai fossili esaminati la fisiologia e il comportamento dei dinosauri. Nopcsa fu il primo a suggerire, per esempio, che gli arcosauri si prendessero cura dei loro figli e manifestassero nel complesso comportamenti sociali.
Altre teorie di Nopcsa in anticipo sui tempi, e in seguito accettata dalla maggior parte dei paleontologi moderni, furono quella che gli uccelli fossero un tipo di dinosauri e quella che alcuni rettili del Mesozoico fossero animali a sangue caldo. Ipotizzò inoltre che i dinosauri della Transilvania alla fine del Cretaceo, fossero di taglia più piccola dei dinosauri di altre parti in quanto vivevano in un'isola (chiamata «Hátszeg» da Nopcsa e più nota oggi col nome rumeno «Hațeg») che si era formata quando la Tetide aveva sommerso l'Europa; le ridotte dimensioni erano espressione pertanto di nanismo insulare. Nopcsa fu infine il primo ad aver utilizzato tecniche di microscopia ottica e istologiche per valutare l'età di un animale al momento della morte.

## Scritti
- Dinosaurierreste aus Siebenbürgen. I. Schädel von Limnosaurus transsylvanicus nov. gen. et spec. Denkschriften der kaiserlichen Akademie der Wissenschaften Wien, Vol. LXVIII, 1900, pp. 555–591
- Dinosaurierreste aus Siebenbürgen II (Schädelreste von Mochlodon) mit einem Anhange: Zur Phylogenie der Ornithopodiden. Denkschriften der kaiserlichen Akademie der Wissenschaften Wien, Vol. LXXII, 1902
- Dinosaurierreste aus Siebenbürgen III (Weitere Schädelreste von Mochlodon). Denkschriften der kaiserlichen Akademie der Wissenschaften Wien, Vol. LXXIV, 1904
- Geographie und Geologie Nordalbaniens. Budapest: Inst. Regni Hungariae Geologicum, 1929
- Dinosaurierreste aus Siebenbürgen V. Budapest: Inst. Regni Hungariae Geologicum, 1929
- Zur Geologie der Küstenketten Nordalbaniens. Mitt. aus dem JB der kgl. Ungar. Geol. Anstalt, Budapest: Kgl. Ungar. Univ.-Buchdr., 1925
- Albanien. Bauten, Trachten und Geräte Nordalbaniens. Berlin: de Gruyter & Co., 1925